# Popivka, Kaniv
Popivka (în ucraineană Попівка) este o comună în raionul Kaniv, regiunea Cerkasî, Ucraina, formată numai din satul de reședință.

## Demografie
Componența lingvistică a comunei Popivka
     Ucraineană (98,61%)
     Rusă (1,39%)
Conform recensământului din 2001, majoritatea populației comunei Popivka era vorbitoare de ucraineană (98,61%), existând în minoritate și vorbitori de rusă (1,39%).

## Legături externe
- pl Popówka 2.) Międzyrzecka în Dicționarul geografic al Regatului Poloniei și al altor țări slave, volum VIII (Perepiatycha — Pożajście) 1887

- pl Popówka 2.) gmina Popówka Konelska în Dicționarul geografic al Regatului Poloniei și al altor țări slave, volum XV, p. 2 (Januszpol — Wola Justowska)1902